# Міхай-Емінеску (комуна)
Міхай-Емінеску (рум. Mihai Eminescu) — комуна у повіті Ботошані в Румунії. До складу комуни входять такі села (дані про населення за 2002 рік):
- Іпотешть (642 особи) — адміністративний центр комуни
- Байса (65 осіб)
- Кетемерешть-Дял (2151 особа)
- Кетемерешть (624 особи)
- Кукорень (832 особи)
- Манолешть (223 особи)
- Стинчешть (1072 особи)
- Червічешть-Дял (11 осіб)
- Червічешть (873 особи)

Комуна розташована на відстані 371 км на північ від Бухареста, 8 км на захід від Ботошань, 103 км на північний захід від Ясс.

## Населення
За даними перепису населення 2002 року у комуні проживали 6493 особи.
Національний склад населення комуни:
| Національність | Кількість осіб | Відсоток |
| -------------- | -------------- | -------- |
| румуни         | 6489           | 99,9%    |
| цигани         | 4              | 0,1%     |

Рідною мовою назвали:
| Мова      | Кількість осіб | Відсоток |
| --------- | -------------- | -------- |
| румунська | 6489           | 99,9%    |
| циганська | 4              | 0,1%     |

Склад населення комуни за віросповіданням:
| Релігія       | Кількість осіб | Відсоток |
| ------------- | -------------- | -------- |
| православні   | 5927           | 91,3%    |
| п'ятдесятники | 464            | 7,1%     |
| адвентисти    | 64             | 1,0%     |
| унітарії      | 12             | 0,2%     |
| бретрени      | 4              | 0,1%     |
| старообрядці  | 2              | < 0,1%   |
| римо-католики | 1              | < 0,1%   |
| не релігійні  | 1              | < 0,1%   |
| атеїсти       | 1              | < 0,1%   |